# 사변협회
사변협회(The Speculative Society)는 스코틀랜드 계몽주의 시기인 1764년에 설립된 대중연설, 문화운동 단체이다. 주로 에든버러 대학교 학생이 중심이었지만 외부에 열려있었다. 주로 사교, 수사학, 논증 및 논문 발표의 장이었고 에딘버러 대학의 올드 칼리지에서 활동했으나 공식적인 관계는 아니었다.

## 역사
1764년 11월 존 보나(John Bonar, the younger), 존 브루스(John Bruce), 윌리엄 크리치(William Creech), 헨리 맥켄지(Henry Mackenzie) 등에 의해 결성되었다. 윌리엄 로버트슨이 후원했다.
프랜시스 제프리와 월터 스콧간에 현대정치를 주제로 토론할 것인가 말것인가를 놓고 이견이 생겨 1794년에 분열이 생겼다. 이시기에 사변협회는 젊은 휘그당의 모임으로 간주되어 정치적 억압을 받았다. 헨리 브로엄(Henry Brougham)과 프랜시스 호너(Francis Horner)가 대표적이다.
에든버러 대학교 내 올드 칼리지(Old College)에서 방을 빌려 활동을 하다가 이후 새 건물을 지었다. 건물은 로버트 아담(Robert Adam)과 윌리엄 플레이페어(William Henry Playfair)가 설계했다.

## 영향
1802년 협회원들은 에딘버러 리뷰를 창간했다.
사변협회 멤버들 중 일부는 이후 케임브리지 대학교의 케임브리지 유니언 소사이어티 (Cambridge Union Society)가 되었다. 1825년경 런던의 공리주의자와 오웬주의자들이 토론에 참여했으며, 사변협회를 모델로 한 토론회를 존 스튜어트 밀이 열기도 했다.

## 멤버
- 로버트 루이스 스티븐슨[6]
- 월터 스콧